# Birkhoffova věta
Nezaměňovat s Birkhoffovou větou z univerzální algebry, která zatím nemá vlastní článek.
Birkhoffova (též Schwarzschildova-Birkhoffova) věta tvrdí, že v asymptoticky rovinném prostoročase je centrálně symetrické gravitační pole ve vakuu popsáno Schwarzschildovou geometrií s metrickou formou
{\displaystyle \mathrm {d} s^{2}=\left(1-{\frac {2GM}{c^{2}r}}\right)c^{2}\mathrm {d} t^{2}-{\frac {\mathrm {d} r^{2}}{1-{\frac {2GM}{c^{2}r}}}}-r^{2}\left(\mathrm {d} \theta ^{2}+\sin ^{2}\theta \,\mathrm {d} \varphi ^{2}\right)}
Metrické koeficienty nezávisí na čase {\displaystyle t}, což znamená, že toto pole je statické a je určeno jen jediným parametrem, kterým je celková hmotnost centrálního tělesa {\displaystyle M}.

## Důsledky
Zajímavým důsledkem Birkhoffovy věty je skutečnost, že sféricky symetrická hvězda, jejíž hmotnost se nemění, a která podléhá periodickým pulsacím (tedy pravidelným změnám poloměru), pak vnější geometrie hvězdy je statická a je popsána Schwarzschildovou metrikou. V důsledku toho nemůže periodicky pulzující hvězda vyzařovat gravitační vlny.
Dalším důsledkem této věty je skutečnost, že pro tenkou, sféricky symetrickou vrstvu je vnitřní geometrie určena Minkowskiho metrikou. Gravitační pole uvnitř symetrické tenké slupky tedy vymizí, což odpovídá závěrům Newtonovské teorie gravitace.